# Broersvest
De Broersvest is winkelstraat in het centrum van de Nederlandse stad Schiedam. De straat is een belangrijke verkeersroute en verbindt de Koemarkt met de Proveniersbrug. Op de Broersvest liggen twee tramhaltes van de Rotterdamse tramlijnen 1 en 11.

## Historie
Op 2 augustus 1346 verleende gravin Margaretha van Holland en Henegouwen Schiedam het recht om vesten om de stad aan te leggen. In 1262 had gravin Aleid van Holland het kasteel Huis te Riviere laten bouwen.
De Broersvest werd rond 1355 gegraven, direct ten westen van het kasteel. De Broersvest was vernoemd naar de Kruisbroeders, die vanaf 1442 een klooster hadden tussen het huidige Broersveld en de Broersvest. Dit klooster werd na de reformatie opgeheven en in 1586 werd het terrein door de stad Schiedam aan tuinman Allert Anthonisz verhuurd. Nog tot het eind van de 18e eeuw was de Broersvest grotendeels onbebouwd. In de 19e eeuw werd de Broersvest gebruikt als een open riool en vormde een gevaar voor de volksgezondheid. Om die reden werd de Broersvest in 1869 gedempt.
Aan het begin van de jaren dertig werd de Broersvest vernieuwd en kreeg het zijn huidige aanzien. Aan de oostzijde van de Broersvest bij de Koemarkt verscheen middelhoogbouw met winkels, afgesloten door het hoogbouwpand Singelwijck van architect Heinrich Leppla. Aan de westzijde werd in 1932 de Schiedamse Passage geopend, dat tegenwoordig de status van rijksmonument heeft.